# Estilhaça
Estilhaça é o terceiro e último álbum de estúdio da banda Letuce, formado pelos cariocas Letícia Novaes e Lucas Vasconcellos.

## Produção
Juntos desde 2008, tendo a separação divulgada em 2013, na página da banda, Letícia Novaes e Lucas Vasconcellos continuam com Letuce na divulgação do show de Manja Perene, segundo disco de estúdio, bem elogiado pela crítica. Gravado nos estúdios YB Music, exceção das músicas: Todos Querem Amar, Aristóteles Laughs e Animadinha, gravadas no estúdio 12 dólares. Produzido por João Brasil, o disco traz sonoridades diferentes dos dois álbuns anteriores, Plano de Fuga pra Cima dos Outros e de Mim (2009) e Manja Perene (2012). O projeto foi iniciado a partir de Abril de 2014 até inicio de 2015, onde o nome Estilhaça foi revelado por Letícia na página da banda. Teve sua estreia no Circo Voador, no Rio de Janeiro, com participações da cantora Céu e do músico Lucas Santtana. 

## Recepção
O site Miojo Indie fez elogios ao disco, dando nota 8.6: “Estilhaça é o trabalho em que o som e o ambiente antes restrito ao casal Letuce se abre delicadamente. Uma obra que autoriza a passagem de diferentes colaboradores, novos parceiros de composição e instrumentistas.”. 
O portal Monkeybuzz dá comentários positivos, colocando a nota 8/10: “Como sempre, Letuce faz um trabalho interessante e cheio de personalidade. Mesmo se você não se identificar com as músicas, vale a pena conhecer o disco para entender melhor a música feita no país hoje. E se você já acompanhava a banda, aproveite para ouvi-la em sua melhor forma até hoje.”. 
Lucas Scaliza para o Escuta Essa Review fez elogios ao álbum: “Minha dica é: se entregue ao Estilhaça e ao Letuce. É bem sinestésica a experiência. Dá para ouvir sozinho, é variado o suficiente para ser um passo à frente na carreira de Letícia Novaes e Lucas Vasconcellos, mas é uma experiência diferente ouvi-lo em diferentes ambientes. Ouça, porque está valendo a pena viajar com esse disco.”. 
Cinthya Oliveira para o jornal Hoje Em Dia: “Sem amarras, para que pudessem apresentar um indie rock eclético. O amor continua a ser abordado nos trabalhos, mas dessa vez com novas perspectivas – afinal, as parcerias surgem agora em novos contextos.”. 
Tenho Mais Discos Que Amigos! colocou o álbum em 19º lugar entre os 50 Melhores Discos Nacionais de 2015. 

## Faixas
| N.º | Título                      | Duração |  |
| 1.  | "Quero Trabalhar Com Vidro" |         |  |
| 2.  | "Lugar Para Dois"           |         |  |
| 3.  | "Love is Magick"            |         |  |
| 4.  | "Todos os Lugares do Mundo" |         |  |
| 5.  | "Muita Cara"                |         |  |
| 6.  | "Muralha da China"          |         |  |
| 7.  | "Aristóteles Laughs"        |         |  |
| 8.  | "Animadinha"                |         |  |
| 9.  | "Arca de Noé"               |         |  |
| 10. | "Mergulhei de Máscara"      |         |  |
| 11. | "Todos Querem Amar"         |         |  |